# Кримськотатарська вишивка
Кримськотатарська вишивка — це культурне надбання України та частина декоративного орнаментального народного мистецтва кримських татар. Вона є цінним джерелом для вивчення знакової системи традиційної культури кримських татар, естетики та світосприйняття, що налічує близько 60 різних швів.

## Історичні віхи
Історія формування цього виду мистецтва в Криму сягає древньої історії Криму, зокрема дослідники вказують на пов'язаність окремих характеристик кримськотатарської вишивки (орнаментика, техніка використання металевих ниток) із традиціями Візантії та Середньовічного Близького Сходу.
Період XVII-XVIII століть характеризується розквітом кримськотатарського декоративно-ужиткового мистецтва, формування цехових інститутів. При ханському дворі діяли цехи ткачів (безази) та вишивальників (казази). Вони займали привілейоване місце і цілком залежали від спонсорування державної еліти, яку вони обслуговували (беї, мурзи, духовенство). Частина виробів декоративного мистецтва йшла на експорт в країни Середземномор'я, Малу Азію, Росію.
В XVIII — ХІХ століття, коли відбувалась анексія Криму Російською імперією, масова еміграція кримських татар, індустріалізація та уніфікація побуту, відтворення традиційних видів кримськотатарських ремесел зазнало занепаду.  Збереглися та були передані наступним поколінням лише традиції художньої вишивки та ткацтва.Народне мистецтво представлене іменами окремих видатних майстрів-вишивальників кінця ХІХ — початку ХХ ст.: Шерфе Меджитова (мешканка села Орта Осман), Гумгум Джамбайська (1879 рік народження) з села Джабагач Евпаторійського району, а також Сальхе Барі (місто Бахчисарай), Фатьма Алієва (с. Айсерес) та Фатіме Чубар (село Азек). Одним з найталановитіших майстрів народної вишивки був Сеід-Абдула Озенбашли (1867—1924 рр.). Велика майстерність закладена в роботи Айше Мамбетової (село Отузи Феодосійського району), яка малювала візерунки на замовлення для своїх односельців та вчила вишивати жінок.
Після приходу радянської влади на територію Криму традиційні ремесла потрапили під дію загальної політики народного господарства. В Бахчисараї був відкритий кустарно-промисловий технікум народів Сходу, артіль кримськотатарської народної вишивки «Ількі Адим». Художньо-культурні артілі були започатковані в Євпаторії, «Ескі Орнек» (пер. крим-татар  «Старовинний візерунок»), в селі Бюік-Янкой Сімферопольського району. Наприкінці 1930 року були створені чотири артілі: в селі Отузи, Феодосійського району, в Карасу-Базарі, Ялті-Дерекой, Алушті. Артілі об'єднували близько 350 людей . В євпаторійській артілі проводила навчання мистецтву декоративного шиття народна художниця-майстриня Адавіє Ефендієва. П. Я. Чепуріна зазначила, що вона надала на виробництво «більше 250 малюнків». На виставці ужиткового мистецтва кримських татар в Музеї східних культур у Москві особлива увага вчених та художників була звернена на малюнки А. Ефендієвої.
Війна 1941—1945 рр. та депортація 1944 р. стали переломним етапом історії кримськотатарського народного мистецтва, коли, виробництво вишитих речей повністю зникає.

## Орнаментика
У кольоровій гамі кримськотатарської вишивки переважають світлі відтінки пастельних кольорів: рожево-зелені, блакитно-жовті. Характерним прийомом кримськотатарського шиття є чергування кольорів при повторенні композиції, що складає враження рухливості орнаменту. На відміну від європейської традиції шиття в кримськотатарському вишивальному мистецтві не використовуються прийоми "вливання" кольору в колір. Ефекти світлотіні досягаються за рахунок розмаїття фактурних швів.
Візерункові композиції розділяються на: рослинні, геометричні, зооморфні, архітектурні, епіграфічні та змішані. Характерною рисою кримськотатарського вишитого орнаменту є його яскраво виражений рослинний характер. Зооморфні та архітектурні мотиви дуже часто поєднуються із зображеннями дерев, квітів, плодів. Технічні прийоми вишивки робили можливим використання рослинного орнаменту, давали можливість зображувати дрібні деталі філігранного малюнку.
В кримськотатарському орнаменті, переважають стилізовані квіткові мотиви, в яких завжди можна впізнати природу Кримського півострову. Тонкі хвилясті лінії надають візерунку відчуття "польоту", вони поєднують основні частини композиції в єдине ціле. Композиція вишивки завжди чітко симетрична, з яскраво вираженою віссю симетрії, якою виступає квітка.
Орнаментика належить до однієї з найпоширеніших комунікативних систем традиційного суспільства. В кримськотатарській вишивці кожен мотив мав власне емоційне та смислове навантаження і промовляє до оточуючих універсальною мовою графічних символів..

## Техніки вишивки
Типологія технології вишивки була розроблена П. Чепуріною, яка була заснована на першоджерелах..
1. «Татар ішлеме» — "глуха" двостороння гладь без попереднього настилу, яка виконувалась на домотканому серпанковому полотні. Вона нараховує десятки різних видів швів (близько 60-ти), дослідники першої половини ХХ ст. зафіксували їх назви та техніки виконання: «сарма», «ілан баур», «йол-ип-шаширма», «тарлеме», «ядес» тощо. Використання різноманітних швів робить орнамент більш різноманітним та складним, забезпечує гру світлотіні.
2. Поширена техніка напівпрозорого двостороннього шиття «есаб ішлеме». Є.Спаска називає його за аналогією до українського «решіточкою» або «мережкою»[14].
3. Третьою формою орнаментального шитва є «теллі» — шиття вузькою срібною або позолоченою пластинкою шириною 3-4 мм. Шиття технікою «теллі» доповнювало вишивку виконану в техніці «есаб», та іноді прикрашало тканий геометричний орнамент. Техніка «теллі» дає можливість виконувати лише геометричний орнамент. Невеликі срібні та золочені пластинки надавали тканині інтенсивного блиску.
4. Техніка шиття золотими нитками виконувалась по оксамиту металевими нитками, які малий золотий або золочений мідний колір. В золотому шитві використовують двониткову техніку з попереднім настилом — «мклама», (пер. крим-татар. «цвях», «прибити»). Настил виконувався з вовняних, бавовняних та шовкових ниток. Пізніше використовували картоновий настил.
5. Техніка шиття «букме» (пер. крим-татар. "шнурок", "нитка"). Щоб виконати малюнок у техніці «букме», золоту нитку скручували в кілька разів до необхідної товщини, мотузочку, яку викладали по контуру малюнку, пришивали. Нитки підбирали під колір металу.
6. Техніка шиття «сюзане», «каснак» ("тамбурний" шов).

До чотирьох додаткових видів шиття належать:
1. Аплікаційне шиття,
2. Шиття «пул» блискітками;
3. Шиття бісером та перлами,
4. Шиття дорогоцінним камінням.

## Вишивка для побуту та обрядів
В залежності від обставин орнаментовані тканини та елементи одягу виконували різні функції: практичну, естетичну, комунікативну, оберегову, магічну, обрядову тощо.
Вишивкою прикрашали предмети та елементи одягу, такі як: жіночі сукні («шертлі-антер»), жіночі жакети («бельтони»), куртки («тон», «мхлами марка»), чолівічі куртки («мійтан», «марка»), покривала на голову («марама», «щербенти», «чембер»), манжети («ен капак»), спідні сорочки («кетен кольмек»), чоловічі пояси («учкур»), жіночі пояси («колан-кушак») тощо.
Вишивка відігравали важливу роль в оздобленні інтер'єру оселі. Внутрішнє приміщення кримськотатарського будинку було наповнене різноманітними тканими та вишитими предметами, які виконували практичну та декоративну ролі. Це скатертини, рушники («ягбез», «софа-пешкір» - довгий рушник, який під час свят розкладався на колінах гостей, в будні прикрашав полички з посудом), серветки («іємені», «юзбез», «керчага-шилеме») та хустинки («марама», «щербенти»), вишиті напірначі для подушок («міндер»), фіранки. Рушники та серветки розвішували вздовж стін у такий спосіб, щоб було видно два кінця вишивки. Це робилося з метою демонстрації майстерності виконання двосторонньої гладі.
У святкові дні або під час проведення певних ритуалів тканина та деякі елементи одягу, багато декоровані, набували особливого знакового змісту. Покривала на голову, рушники, хустинки, сорочки, кисети були важливою складовою весільної атрибутики. Особливого значення рукоділлю надавалося в сім'ї, де виховували майбутню наречену. Символічні подарунки у вигляді вишитих елементів побуту та одягу супроводжували усі обрядодії кримськотатарського весілля, в багатьох випадках вони слугували символічною платнею дійовим особам весілля за проведений ритуал.

## Сучасний стан розвитку мистецтва вишивки
На початку 90-х було після часів депортації було відкрито Меметовим Сеїт-Меметом підприємство «Орнек», яке займалось навчанням жінок мистецтва золотого шиття в рамках проекту «Відродження кримськотатарської вишивки — золоте шиття по оксамиту». У 1991 році, за ініціативи Координаційного центру по відродженню кримськотатарської культури та підприємства «Орнек», в Сімферополі почали діяти курси, на яких групі жінок свої вміння з традиційного шитва передавала відома кримськотатарська майстриня Зулейха Бекірова (1913 р.н., с. Моллалар Перекопського повіту), якій вдалося пережити депортацію. Вона почала працювати у цій сфері ще в 1930 році в артілі «Ескі Орнек» в Євпаторії. З 1932 року вона навчалась в Московському художньо-промисловому технікумі. З 1939 р. З. Бекірова — член Московського спілки художників. В 1990 р. за запрошенням Кримськотатарського культурного центру вона навчила групу жінок традиційній вишивці.
В Криму пройшла серія навчальних курсів кримськотатарському традиційному шитву, була створена низка творчих об'єднань майстринь-вишивальниць. Одне з перших підприємств «Марама», було організоване художницею Айше Османовою в м. Бахчисарай (1997 р.). Воно працює над відродженням давніх традицій золотого шитва. Сьогодні в техніці кримськотатарської вишивки татар-ішлеме працюють такі майстрині як Ельвіра Османова та Юлія Тулупова. В техніці «мклама» працюють Гульнара Негляденко та Тамара Ключкіна, Хатідже Юнусова та інші.
Значний внесок у відродження традицій та розвиток сучасного вишивального мистецтва зробив кримськотатарський професійний художник, мистецтвознавець, майстер килимарства Мамут Чурлу. Влітку 2005 р. він організував перший семінар з вивчення традиційної орнаментики кримськотатарської вишивки, в якому брали участь майстри різного профілю. Результатом цього та наступних семінарів стало впровадження кримськотатарської вишивки у різні види народного промислу. Сьогодні в цьому напрямку працює група майстрів (творчі об'єднання «Чатирдаг», «Ель-Чебер», «Тамга»). Орнамент вишивки нині використовують у кераміці та гончарстві (Рустем Скибін, Марина Курукчі, Мамут Чурлу, Ельдар Гусенов), в мідно-карбованих виробах (Асан Галімов), в ткацтві та килимарстві (Мамут Чурлу, Ірина Тесленко), у створені вишитих панно (Гульнара Неглядено, Мамут Чурлу, Юлія Тулупова) та батіку (Ельвіра Сеїт-Аметова). Застосовується орнаментика традиційної вишивки в розписі на склі (Зера Аблязісова), в поліграфічній продукції та у мистецтві розпису тіла хною.